# أم الحياض
أم الحياض هي بلدية موريتانية تقع في ولاية الحوض الغربي. والحِيَاضُ جمعُ حَوْض وهو مجتمع الماء.